# Raymond Embriaco
 (mai 2025).
Si vous disposez d'ouvrages ou d'articles de référence ou si vous connaissez des sites web de qualité traitant du thème abordé ici, merci de compléter l'article en donnant les références utiles à sa vérifiabilité et en les liant à la section « Notes et références ».
Raymond Embriaco, ou Raymond du Gibelet, mort après 1204, est un noble d'origine génoise. Il est le deuxième fils de Guillaume II Embriaco, seigneur du Gibelet, et de son épouse Sancha, originaire de Provence.
Après la mort de son père vers 1159, son frère Hugues II Embriaco lui succède comme seigneur du Gibelet.
En 1181, il est nommé connétable du comté de Tripoli et le reste au moins jusqu'en 1183.
Le nom de son épouse est inconnu, mais il a au moins un enfant :
- Guillaume Embriaco (ou du Gibelet), qui épouse Ève, une dame noble de la principauté d'Antioche, avec qui il a un enfant :
  - Jean du Gibelet, qui deviendra maréchal du royaume de Jérusalem

Il meurt après 1204.